# Bamse och havets hemlighet
Bamse och havets hemlighet är en kommande svensk animerad barnfilm. Filmen regisseras av Christian Ryltenius. Den har planerad biopremiär i Sverige julen 2025., utgiven av Nordisk Film.

## Handling
Filmen kretsar kring Bamse och hans vänner. Fastän vädret är vackert skapas stora vågor som sköljer in över hamnen i Småköping. Vad kan det vara som orsakar så starka vågor. Samtidigt, på förskolan Eken, börjar Mini-Hopp att spela fiol. Men det går inte bra, det bara gnisslar. När han sorgset ställer sig längst ute på en klippa för att få öva i fred börjar det bubbla i vattnet nedanför klippan och något väldigt stort reser sig ur havet.

## Rollista
- Rolf Lassgård – Bamse
- Johan Ulveson – Skalman
- Johan Glans – Lille Skutt
- Johan Rabaeus – Kapten Buster
- Rachel Mohlin